# Аустрија
Аустрија, званично Република Аустрија, држава је у средњој Европи, која се налази на Источним Алпима. Аустрија је федерација која се састоји од девет држава. Граничи се са Немачком на северозападу, Чешком на северу, Словачком североистоку, Мађарском на истоку, Словенијом и Италијом на југу, као и Швајцарском и Лихтенштајном на западу. Главни и највећи град је Беч. Има око девет милиона становника. Званични језик је немачки, а званична валута евро.
Подручје данашње Аустрије насељено је од палеолита. Око 400. године п. н. е, насељавали су га Келти, а затим су га Римљани анектирали крајем 1. века п. н. е. Христијанизација је почела у 4. и 5. веку, током власти Западног римског царства, након чега је уследио долазак бројних германских племена током Велике сеобе народа. Аустрија, као јединствена држава, настала је крајем првог миленијума, прво као гранична марша Светог римског царства, затим се развила у војводство 1156. године, док је 1453. постала надвојводство. Као срце Хабзбуршке монархије од краја 13. века, Аустрија је вековима била главна царска сила у средњој Европи, а од 16. века Беч је служио и као административна престоница Светог римског царства. Пре његовог распада две године касније, 1804. године, Аустрија је основала сопствено царство, које је постало велика сила и једна од највећих држава у Европи. Пораз царства у ратовима и губитак територија 1860-их отворио је пут за оснивање Аустроугарске из 1867.
Након атентата на надвојводу Франца Фердинанда из 1914. године, цар Фрања Јосиф је објавио рат Србији, што је брзо ескалирало у Први светски рат. Пораз царства и каснији слом довели су до проглашења Републике Немачка Аустрија из 1918. и Прве аустријске републике из 1919. Током међуратног периода, антипарламентарно расположење кулминирало је формирањем аустрофашистичке диктатуре под Енгелбертом Долфусом током 1934. Годину дана пре избијања Другог светског рата, Адолф Хитлер је анектирао Аустрију је нацистичкој Немачкој. Након ослобођења из 1945. и деценије савезничке окупације, Аустрија је повратила свој суверенитет и прогласила сталну неутралност 1955.
Аустрија је полупредседничка демократија са председником као шефом државе и канцеларом као шефом владе. Аустрија има 13. највећи номинални БДП по глави становника са високим животним стандардом. Чланица је Уједињених нација од 1955. и Европске уније од 1995. Домаћин је Организације за европску безбедност и сарадњу (ОЕБС) и Организације земаља извозница нафте (ОПЕК), као и један од оснивача Организације за економску сарадњу и развој (ОЕСР) и Интерпола. Такође је потписала Шенгенски уговор 1995. и усвојила евро као валуту 1999.

## Етимологија
Њено име   се на српски може превести као „источно царство”, што потиче од старонемачког Ostarrîchi. Израз вероватно потиче од дијалекатског превода средњовековног латинског имена за регион Marchia orientalis, што значи „источна граница”, јер се налазила на источном крају Светог римског царства, што се такође огледа у имену Ostmark које се користило након припајања Аустрије Трећем рајху.

## Географија

### Положај
Аустрија се протеже максимално у смеру запад-исток 575 km, а у северно-јужном правцу 294 km. Око 60% површине Аустрије је брдовито и део је планинског венца Алпи. На источној граници према Чешкој, налазе се обронци Карпата. Низије се налазе источно и уздуж тока Дунава, те у јужној Штајерској и Градишћје је на рубу Панонске низије. Укупно 43% Аустрије је пошумљено. Најнижа тачка Аустрије је Хедвигхоф у општини Апетлон у Градишћу 114 m, а највиши врх је Гросглокнер са 3.798 m

### Геологија и рељеф
Аустријски запад и југ леже на Алпима. Због тих планинских подручја, Аустрија је познато туристичко одредиште за зимске спортове. Највиши врх је Гросглокнер (3.798 m), а након њега Вилдшпице (3.774 m). Север и исток земље су углавном брежуљкасти и равни.
Највиши планински врх Гросглокнер 3.798 m у Аустрији налази се у савезној покрајини Корушкој. Осим њега Аустрија има преко 900 врхова са висином већом од 3.000 m. Неки већи врхови су:
- 3.774 ,
- 3.738 ,
- 3.662 ,
- 3.628 ,
- 3.624 ,
- 3.607 ,
- 3.564 ,
- 3.560

### Воде
Највећа река је Дунав. Највећи дeo Аустрије, око 80.566 km² припада Дунавском сливу, а само мала подручја на западу припадају сливу Рајне (2.366 km²), те на северу сливу Елбе са површином од 918 km².
Остале веће реке у Аустрији су: Лех, Изар, Ин, Салзах, Траун, Енс, Ибс, Ерлауф, Пелач, Трајзен, Вјенфлус, Фиша, Велики Мул, Мали Мул, Родл, Ајст, Камп, Голербах, Рушбах, Дије, Марх, Мура и Лајнсиц.
Највеће језеро у Аустрији је Нежидер у Градишћу. Укупно 77% површине од укупно 315 km² припада Аустрији, а остатак припада Мађарској. Друго по величини је Атерско језеро са 46 km² у Горњој Аустрији, те Траунси са 24 km². На тромеђи са Немачком и Швајарском Аустрији припада и мањи дио Боденског језера. Тачна граница између држава на Боденском језеру није дефинирана. Осим њих, посебно за туризам, су важна језера у Корушкој: Вотерси, Милстатер, Осиачер и Вејшенси. Друга познатија језера у Аустрији су Монси и Волфгангси.
Аустрија је континентална држава, те нема излаз на море.

### Клима
Клима је умерена, са хладним зимама и свежим летима. У западном и средишњем делу превладава снежна клима с изразитим падавинама и ниским зимским температурама. Летње температуре су до 20 C. У долинама су честе магле и температурне инверзије. Према истоку превладава умерено континентална клима.
Већи део Аустрије лежи у зони хладне/умерене климе, где преовлађују влажни западни ветрови. Са скоро три четвртине земље у којој доминирају Алпи, преовлађујућа је алпска клима . На истоку — у Панонској низији и дуж долине Дунава — клима има континенталне карактеристике са мање кише него у алпским областима. Иако је у Аустрији зими хладно (-10 до 0 °C), летње температуре могу бити релативно високе, са просечном температуром средином 20 и нешто степени и највишом температуром од 40,5 °C (105 °F) у августу 2013.
Према Кепеновој класификацији климе Аустрија има следеће типове климе: океанску, хладно/топло-лето влажно континенталну (Дфб), субарктичку/субалпску (Дфц), тундра/алпску (ЕТ) и ледену капу (ЕФ). Међутим, важно је напоменути да Аустрија може имати веома хладне, оштре зиме, али већину времена су хладне само као оне у донекле упоредивим климатским зонама, на пример у јужној Скандинавији или источној Европи. Такође, на већим надморским висинама лета су обично знатно хладнија него у долинама/нижим надморским висинама. Субарктичка и тундра клима која се види око Алпа је много топлија зими него што је уобичајено на другим местима, делом због утицаја океана на овај део Европе.

## Национални паркови
У Аустрији постоји седам националних паркова и шездесетак природних резервата.
| Име                               | Основан | Величина () | Слика |
| --------------------------------- | ------- | ----------- | ----- |
| Национални парк Високи Тауерн     | 1981.   | 181.500     |       |
| Национални парк Нижидерско језеро | 1993.   | 9.700       |       |
| Национални парк Дунав-Ауен        | 1996.   | 9.300       |       |
| Национални парк Кречњачки Алпи    | 1997.   | 20.825      |       |
| Национални парк Тајтал            | 2000.   | 1.330       |       |
| Национални парк Гезојзе           | 2002.   | 11.054      |       |
| Национални парк Нокберге          | 1987.   | 18.430      |       |

## Историја
Пошто су је освајали Римљани, Хуни, Ломбарди, Остроготи, Бавари и Франци, Аустрија је била под влашћу Бабенберга од 10. до 13. века, кад су их наследили Хабзбурговци. Кућа Хабзбург је потом владала Аустријом све до 20. века. Након укидања Светог римског царства, Аустрија је 1867. године постала део двојне монархије, Аустроугарске. Аустроугарска се распала када је изгубила Први светски рат, па је настала Аустрија у данашњим границама. Аустрију је припојила Немачка 1938. године. Савезници су након Другог светског рата држали Аустрију до 1955. године, кад је опет стекла потпуну независност под условом да остане потпуно и трајно неутрална, а забранили су јој удруживање са Немачком. Након пропасти комунизма у источној Европи, Аустрија се политички све више ангажовала, па је 1995. године постала чланица Европске уније, а 2002. је увела валуту евро.

### Старије камено доба
Подручје Аустрије било је насељено и у старијем каменом добу, о чему сведочи и један од највреднијих налаза археологије у Аустрији тзв. Вилендорфска Венера. Настала је око 25.000 година п. н. е. на подручју данашњег Вилендорфа код места Вахауа у Доњој Аустрији. Пронађена је 1908. године, а данас се налази у Природно-историјском музеју у Бечу.

### Келти, римске провинције
На подручју данашње Аустрије келтска племена — Амбидравен, Амбисонтен, Боиер, Кампи и Норикер, оснивају краљевство Норикум. Ово краљевство било је познато по извозу гвожђа, све до подручја данашње Италије, као и по својим коњима. Имали су и своју ковницу новца. Ширењем Римског царства, кроз мирно освајање, под римским војсковођама и царским синовима Тиберијем и Друзом 15. године п. н. е. подручје данашњег Тирола и Ворарлберга прелази у посед Рима. Римљани оснивају провинције Norikum, Panonija и Retija. Већи римски градови у то време били су: Solva — код места Вагна, Ovilava — Велс, Lauriacum — Lorch kod Енса, Cetium — Санкт Пелтен, Vidobona — Беч, Iuavavum — Салцбург.

### Средњи век
Након што су територију данашње Аустрије освајали Римљани, Хуни, Ломбарди, Остроготи, Баварци и Франци, она долази под власт династије Бабенберга од 10. до 13. века, кад су их наслиједили Хабзбурговци. 976. године спомиње се маркгроф Леополд I из династије Бабенберг, као повјереник цара Отона I. Прво помињање Аустрије, као  забележено је 1. новембра 996. године у уговору о поклону 950  земљишта, цара Отона III, biskupu од Фреисинга у околини данашње општине Нојхофен ан дер Ибс у Доњој Аустрији речима: „…in regione vulgari vocabulo Ostarrîchi in marcha et in comitatu Heinrici comitis filii Luitpaldi marchionis.”
Око 1000. године појављују се имена за Аустрију, која имају и друга значења, као нпр. in orientali regno, in oriente, Osterland Austria и terra orientalis. Данас већина језика назива Аустрију тим именом, изузев словачког Rakúsko, чешког Rakousko и финског језика Itävalta.
Изумирањем династије Бабенберг, Рудолф Хабзбуршки 1240. године постаје први немачки краљ из династије Хабзбург, те узима име Рудолф I, војвода аустријски и штајерски. Династија Хабзбург владала је Аустријом све до свог изумирања 1780. године, када ју је наследила лотариншка династија под именом Хабзбург-Лорена.

### Аустријско царство
Распадом Светог римског царства 1804. године, Франц II, као последњи владар тог царства оснива Аустријско царство и узима име Франц I, аустријски цар. Царство се простирало на подручјима данашње Аустрије, Чешке, Словачке, Румуније, Хрватске, Словеније, Мађарске, северних делова Италије, као и делова Пољске и Србије, Немачке и Босне и Херцеговине.

### Аустро-Угарска
Аустријско царство је 1867. године подељено је као двојна монархија, Аустро-Угарске на аустријски и мађарски дио. Одлуком Берлинског конгреса Аустрија окупира Босну и Херцеговину, коју 1908. године анектира. Нападом Аустро-Угарске на Србију 1914. године започео је Први светски рат. Са укупном површином од 676.615 km² Аустро-Угарска је била друга по величини земља у Европи, а по броју становника са око 53 милиона 1914. године, трећа у Европи. Аустро-Угарска се распала након што је изгубила Први светски рат, па је мировним уговором у Сен Жермену и мировним споразумом у Тријанону 1918. године, настала Аустрија у данашњим границама, названа Прва Република, са првим председником владе Карлом Ренером. 1938. године Аустрију је припојила нацистичка Немачка.

### Други светски рат
Крајем Другог светског рата 1945. године савезници су поделили Аустрију на четири окупационе зоне све до 1955. године, кад је стекла потпуну независност, под условима да остане неутрална, те да се одрекне тежњи за поновном припојењу Немачкој. 27. априла 1945. године проглашена је привремена влада на челу са Карлом Ренером. Та влада проглашава успостављење тзв. Друге републике и управља Аустријом, са мањим променама, све до првих легитимних избора 1949. године.

### Савремено доба
Аустрија је 1995. године постала чланица Европске уније, а 1999. је увела валуту евро.

## Политика
Шеф државе је председник, који се бира на општим изборима сваких 6 година. Председник после парламентарних избора именује мандатара који је обавезан да формира владу.
Аустријски парламент има два дома: Бундесрат (Савезно веће), који има 64 представника савезних држава према броју становника и Националрат (Национално веће), који има 183 заступника који се бирају директно.
Аустријски парламент након избора 2017 (Националрат, 183 заступника) има следећи састав:
- 62 заступника из Народне Странке
- 52 заступника из Социјалдемократске странке
- 51 заступника из Слободарске странке
- 10 заступника из Странке Неос
- 8 заступника из зеленог покрета Пилз

## Спољни односи
Аустријски државни уговор из 1955. окончао је окупацију Аустрије након Другог светског рата и признао је Аустрију као независну и суверену државу. Савезна скупштина је 26. октобра 1955. донела уставни члан којим „Аустрија својом вољом проглашава своју трајну неутралност“. У другом делу овог закона стајало је да „у свим будућим временима Аустрија се неће придружити ниједном војном савезу и неће дозволити оснивање било каквих страних војних база на својој територији“. Од тада је Аустрија своју спољну политику обликовала на основу неутралности, али прилично другачије од неутралности Швајцарске.
Аустрија је почела да преиспитује своју дефиницију неутралности након распада Совјетског Савеза, дајући права прелета за акцију против Ирака коју су санкционисале УН 1991. године, а од 1995. је развила учешће у Заједничкој спољној и безбедносној политици ЕУ. Такође 1995. године придружила се НАТО-овом Партнерству за мир (иако је била опрезна да то учини тек након што се Русија придружила) и касније учествовала у мировним мисијама у Босни. У међувремену, једини део Уставног закона о неутралности из 1955. године који је још увек у потпуности важећи је да се забрањују стране војне базе у Аустрији. Аустрија је потписала УН-ов Уговор о забрани нуклеарног оружја којем су се противиле све чланице НАТО-а.
Аустрија придаје велики значај учешћу у Организацији за економску сарадњу и развој и другим међународним економским организацијама, а играла је и активну улогу у Организацији за европску безбедност и сарадњу (ОЕБС). Као држава учесница ОЕБС-а, међународне обавезе Аустрије подлежу праћењу у оквиру мандата Хелсиншке комисије САД.

## Војска
Људство аустријских оружаних снага углавном се ослања на регрутацију. Сви мушкарци који су навршили осамнаест година и који су проглашени способнима морају да служе војни рок од шест месеци, након чега следи осам година резервног рока. И мушкарци и жене са шеснаест година имају право на добровољну службу. Приговор савести је законски прихватљив и они који траже ово право дужни су да служе институционализовани деветомесечни цивилни рок. Од 1998. године женама добровољцима је дозвољено да постану професионални војници. Аустрија је земља без излаза на море и нема морнарицу.
У 2012. години, издаци за одбрану Аустрије су одговарали приближно 0,8% њеног БДП-а. Војска тренутно има око 26.000 војника, од којих су око 12.000 војни обвезници. Као шеф државе, аустријски председник је номинално врховни командант Бундешира. Команду над аустријским оружаним снагама врши министар одбране.
Од краја Хладног рата, и што је још важније, уклањања бивше  „гвоздене завесе“ која је раздвајала Аустрију и њене суседе из источног блока ( Мађарска и бивша Чеxословачка), аустријска војска је помагала аустријским граничним стражама у покушају да спрече границу. прелазе илегалних имиграната. Ова помоћ је окончана када су се Мађарска и Словачка 2008. придружиле шенгенском простору ЕУ, укидајући „унутрашње“ граничне контроле између држава потписница. Неки политичари су позвали на продужење ове мисије, али је законитост тога веома спорна. У складу са аустријским уставом, оружане снаге могу бити распоређене само у ограниченом броју случајева, углавном за одбрану земље и помоћ у случајевима националне ванредне ситуације, као што је последица природних катастрофа. Само изузетно се могу користити као помоћне полицијске снаге.
У оквиру свог самопроглашеног статуса трајне неутралности, Аустрија има традицију ангажовања у мировним мисијама које предводе УН и другим һуманитарним мисијама. Јединица за помоћ у катастрофама аустријских снага (АФДРУ), посебно, јединица која се састоји од добровољаца и има блиске везе са цивилним специјалистима (нпр. водичи паса за спасавање) ужива репутацију брзе (стандардно време распоређивања је 10 сати) и ефикасне САР јединице. Тренутно су већи контингенти аустријскиһ снага распоређени у Босни и на Косову.

## Административна подела
Највећи градови су: Беч (главни град), Салцбург, Инзбрук, Грац и Линц.
| Аустријске покрајине |    | Покрајина      | Главни град  | На немачком | На немачком |
| -------------------- | -- | -------------- | ------------ | ----------- | ----------- |
| Аустријске покрајине | B  | Бургенланд     | Ајзенштат    | Burgenland  | Eisenstadt  |
| Аустријске покрајине | K  | Корушка        | Клагенфурт   |             |             |
| Аустријске покрајине | NÖ | Доња Аустрија  | Санкт Пелтен |             |             |
| Аустријске покрајине | OÖ | Горња Аустрија | Линц         |             |             |
| Аустријске покрајине | S  | Салцбург       | Салцбург     |             |             |
| Аустријске покрајине | St | Штајерска      | Грац         |             |             |
| Аустријске покрајине | T  | Тирол          | Инзбрук      |             |             |
| Аустријске покрајине | V  | Форарлберг     | Брегенц      |             |             |
| Аустријске покрајине | W  | Беч            | Беч          |             |             |

## Привреда
Аустрија је једна од 10 најбогатијих земаља на свету по висини бруто домаћег производа, има високо развијену социјално-тржишну привреду и висок животни стандард. Све до 80-их година 20. века многе велике индустријске компаније су биле национализоване; последњих година, међутим, приватизација је редуковала државну имовину до нивоа осталих европских привреда. Одмах после високо развијене индустрије, туризам има највећи удео у националној привреди.
Немачка је кроз историју била највећи спољнотрговачки партнер Аустрије, чинећи је тако подложном брзим променама немачке привреде. Но откада је Аустрија постала чланица Европске уније и ојачала везе са осталим европским привредама, дошло је до редукције зависности о немачкој привреди. Чланство у Европској унији је, даље, привукло мноштво страних инвеститора који су искористили улазак Аустрије на јединствено економско тржиште као и њену близину потенцијалним, будућим чланицама Европске уније. Економски раст је убрзан последњих година и био је на нивоу од 3,3% 2006. године.
Аустрија тренутно више од половине своје електричне енергије производи из хидроелектрана. Заједно са другим обновљивим изворима енергије као што су ветроелектране, соларне електране и електране на биомасу, снабдевање електричном енергијом из обновљивиһ извора енергије износи 62,89% укупне употребе у Аустрији, док остатак производе електране на гас и нафту .
Туризам у Аустрији чини скоро 9% њеног бруто домаћег производа. Аустрија је 2007. године била на 9. месту у свету по приходима од међународног туризма, који је као сектор остварио18,9 милијарди $. У међународним доласцима туриста Аустрија је заузела 12. место у свету са 20,8 милиона туриста.

### Валута
Пре усвајања евра, у употреби је био аустријски шилинг из 1939. године. Евро је, у Аустрији, у употреби од 2002. године. Као припрема, кованице су почеле да се израђују још 1999. године, мада све имају утиснуту годину када су уведене у употребу, 2002.

## Демографија
Службени језик је немачки, који се такође говори у Немачкој, Лихтенштајну и деловима Швајцарске. Ипак, стандардни немачки језик у Аустрији има разлике у односу на варијанту која се користи у Немачкој. На пример, користи се неколико словенских речи (нпр. кукуруз, крен).
Само три етничке групе су традиционалне етничке мањине. То су Словенци у Корушкој, те Мађари и Хрвати у Бургенланду на граници са Мађарском. У Корушкој и Штајерској живи око 50.000 Словенаца.
Аустрија има и много радника-имиграната. Турци су највећа појединачна мигрантска група у Аустрији, а одмах иза њих су Срби. Срби чине једну од највећих етничких група у Аустрији, која броји око 300.000 људи. Историјски гледано, српски досељеници досељавају се у Аустрију за време Аустроугарске, када је Војводина била под царском контролом. После Другог светског рата број Срба се поново повећао и данас је заједница веома велика. Аустријско српско друштво основано је 1936. године. Данас се Срби у Аустрији углавном налазе у Бечу, Салцбургу и Грацу.
У религијском погледу, 55,2 % становника Аустрије су римокатолици, 4,9% су православци, 3,8% су протестанти, 4,2% су остале хришћанске заједнице, 8,3% су муслимани, 0,3% будисти, по 0,1% јевреји и хиндуисти, 0,7% остале вероисповести,а 22,4% су нерегилиозни и неизјашњени.
У језичком погледу 88,6% становништва прича немачки језик, 2,28% прича турски, 2,21% прича српски, 1,63% прича хрватски, 0,73% прича енглески, 0,51% прича мађарски, 0,43% бошњачки, 0,35% пољски, 0,35% албаснки, 0,31% словеначки, 0,22% чешки, 0,22% арапски и 0,21% прича румунски језик.
Статистички завод Аустрије процењује да ће популација порасти на 10,55 милиона људи до 2080. године.
Аустријанци се могу описати или као националност или као хомогена германска етничка група која је уско повезана са суседним Немцима, Лихтенштајнцима и Швајцарцима који говоре немачки. Данас се 91,1% становништва сматра етничким Аустријанцима.
| Највећи градови у Аустрији Извор: Попис из 2021. | Највећи градови у Аустрији Извор: Попис из 2021. | Највећи градови у Аустрији Извор: Попис из 2021. | Највећи градови у Аустрији Извор: Попис из 2021. | Највећи градови у Аустрији Извор: Попис из 2021. | Највећи градови у Аустрији Извор: Попис из 2021. | Највећи градови у Аустрији Извор: Попис из 2021. | Највећи градови у Аустрији Извор: Попис из 2021. | Највећи градови у Аустрији Извор: Попис из 2021. | Највећи градови у Аустрији Извор: Попис из 2021. |
|                                                  | №                                                | Град                                             | Држава                                           | Популација                                       | №                                                | Град                                             | Држава                                           | Популација                                       |                                                  |
| ------------------------------------------------ | ------------------------------------------------ | ------------------------------------------------ | ------------------------------------------------ | ------------------------------------------------ | ------------------------------------------------ | ------------------------------------------------ | ------------------------------------------------ | ------------------------------------------------ | ------------------------------------------------ |
| Беч Грац                                         | 1.                                               | Беч                                              | Беч                                              | 1.926.960                                        | 11.                                              | Винер Нојштат                                    | Доња Аустрија                                    | 47.069                                           | Линц Салцбург                                    |
| Беч Грац                                         | 2.                                               | Грац                                             | Штајерска                                        | 291.731                                          | 12.                                              | Штајр                                            | Горња Аустрија                                   | 37.867                                           | Линц Салцбург                                    |
| Беч Грац                                         | 3.                                               | Линц                                             | Горња Аустрија                                   | 206.853                                          | 13.                                              | Фелдкирх                                         | Форарлберг                                       | 34.842                                           | Линц Салцбург                                    |
| Беч Грац                                         | 4.                                               | Салцбург                                         | Салцбург                                         | 154.604                                          | 14.                                              | Брегенц                                          | Форарлберг                                       | 29.419                                           | Линц Салцбург                                    |
| Беч Грац                                         | 5.                                               | Инзбрук                                          | Тирол                                            | 130.385                                          | 15.                                              | Леондинг                                         | Горња Аустрија                                   | 28.967                                           | Линц Салцбург                                    |
| Беч Грац                                         | 6.                                               | Клагенфурт                                       | Корушка                                          | 102.527                                          | 16.                                              | Клостернојбург                                   | Доња Аустрија                                    | 27.560                                           | Линц Салцбург                                    |
| Беч Грац                                         | 7.                                               | Филах                                            | Корушка                                          | 63.935                                           | 17.                                              | Баден                                            | Доња Аустрија                                    | 25.759                                           | Линц Салцбург                                    |
| Беч Грац                                         | 8.                                               | Велс                                             | Горња Аустрија                                   | 63.182                                           | 18.                                              | Волфсберг                                        | Корушка                                          | 25.114                                           | Линц Салцбург                                    |
| Беч Грац                                         | 9.                                               | Санкт Пелтен                                     | Доња Аустрија                                    | 56.180                                           | 19.                                              | Траун                                            | Горња Аустрија                                   | 24.896                                           | Линц Салцбург                                    |
| Беч Грац                                         | 10.                                              | Дорнбирн                                         | Форарлберг                                       | 50.340                                           | 20.                                              | Кремс                                            | Доња Аустрија                                    | 24.821                                           | Линц Салцбург                                    |

## Култура
У Аустрији су рођени многи славни композитори, међу осталима Моцарт, Јохан Штраус отац и син, Шенберг, Веберн и Берг.
Треба споменути и славне физичаре Болцман и Шредингер, филозофе Витгенштајн и Гедел, психоаналитичара Фројд, писца Мусила и сликара Климт.

### Музика
Прошлост Аустрије као европске силе и њено културно окружење дали су широк допринос разним облицима уметности, међу којима је највише музике. Аустрија је била родно место многих познатих композитора као што су Јозеф Хајдн, Михаел Хајдн, Франц Лист, Франц Шуберт, Антон Брукнер, Јохан Штраус старији и Јохан Штраус Млађи, као и чланови Друге бечке школе као што су Арнолд Шенберг, Антон Веберн и Албан Берг. Волфганг Амадеус Моцарт је рођен у Салцбургу, тада независној црквеној кнежевини Светог римског царства, која је касније постала део Аустрије, а велики део Моцартове каријере провео је у Бечу.
Беч је дуго био важан центар музичких иновација. Композитори из 18. и 19. века били су привучени у град због покровитељства Хабзбурга, што је од Беча учинило европском престоницом класичне музике. Током барока, словенски и мађарски народни облици утицали су на аустријску музику.
Статус Беча је започео свој успон као културни центар почетком 16. века и био је фокусиран на инструменте, укључујући лауту. Лудвиг ван Бетовен је већи део свог живота провео у Бечу. Актуелна аустријска национална химна, приписана Моцарту, изабрана је после Другог светског рата да замени традиционалну аустријску химну Јозефа Хајдна.
Аустријанац Херберт фон Карајан био је главни диригент Берлинске филхармоније 35 година. Генерално се сматра једним од највећих диригента 20. века, а био је доминантна фигура у европској класичној музици од 1960-их до своје смрти.
Међународни поп музичар Јохан Хелцел, познат и по уметничком имену Фалко, рођен је у Бечу 19. фебруара 1957. године.
Аустријска певачица Кончита Вурст победила је на Песми Евровизије 2014.

### Наука и филозофија
Аустрија је била колевка бројних научника са међународном репутацијом. Међу њима су Лудвиг Болцман, Ернст Мах, Виктор Франц Хес и Кристијан Доплер, истакнути научници 19. века. У 20. веку, доприноси Лизе Мајтнер, Ервина Шредингера и Волфганга Паулија нуклеарном истраживању и квантној механици били су кључни за развој овиһ области током 1920-иһ и 1930-иһ. Данашњи квантни физичар је Антон Цајлингер, познат као први научник који је демонстрирао квантну телепортацију.
Поред физичара, Аустрија је била родно место двојице најистакнутијих филозофа 20. века, Лудвига Витгенштајна и Карла Попера. Поред њих, Аустријанци су били биолози Грегор Мендел и Конрад Лоренц, као и математичар Курт Гедел и инжењери као што су Фердинанд Порше и Зигфрид Маркус.
У фокусу аустријске науке увек су биле медицина и психологија, почевши од средњег века са Парацелзусом . Угледни лекари попут Теодора Билрота, Клеменса фон Пиркеа и Антона фон Ајзелсберга градили су на достигнућима Бечке медицинске школе из 19. века. Аустрија је била дом Зигмунда Фројда, оснивача психоанализе, Алфреда Адлера, оснивача индивидуалне психологије, психолога Пола Вацлавика и Ханса Аспергера и псиһијатра Виктора Франкла. Аустрија је била рангирана на 17. у Глобалном индексу иновација 2022. године, у односу на 21. у 2019.
Аустријска школа економије, која је истакнута као један од главних конкурентскиһ праваца економске теорије, повезана је са аустријским економистима Карлом Менгером, Јозефом Шумпетером, Еугеном фон Бом-Баверком, Лудвигом фон Мизесом и Фридрихом Хајеком . Други значајни емигранти рођени у Аустрији укључују менаџера Питера Дракера, социолога Пола Феликса Лазарсфелда и научника сер Густава Носала.

### Спорт
Спорт у Аустрији је веома популаран. Због планинског терена, алпско скијање је популаран спорт у Аустрији и значајан је за промоцију и привредни развој земље. Слични спортови као што су сноуборд или скијашки скокови су такође широко популарни. Аустријски спортисти као што су ААнемари Мозер Прел, Франц Кламер, Херманн Мајер, Тони Саилер, Бењамин Рајх, Марлиес Шилд и Марцел Хирсцһер су надалеко цењени као неки од највећиһ алпских скијаша свиһ времена, Армин Коглер, Андреас Фелдер, Ерн Андреас Голдбергер, Андреас Видһолзл, Томас Моргенштерн и Грегор Шлиренцауер као неки од највећих скакача свих времена. Боб, санкање и скелет су такође популарни догађаји са сталном стазом која се налази у Иглсу, где су била домаћин такмичења у бобу и сањкању за Зимске олимпијске игре 1964. и 1976. одржане у Инсбруку. Прве Зимске олимпијске игре младиһ 2012. године одржане су и у Инсбруку.
Популаран тимски спорт у Аустрији је фудбал којим управља Аустријски фудбалски савез . Аустрија је била међу најуспешнијим фудбалским нацијама на европском континенту и заузела 4. место на Светском првенству у фудбалу 1934. године, 3. на Светском првенству у фудбалу 1954. и 7. на Светском првенству у фудбалу 1978. године . Међутим, аустријски фудбал у последње време није био међународно успешан. Такође је био домаћин Европског фудбалског првенства 2008. са Швајцарском. Национална аустријска фудбалска лига је аустријска Бундеслига, која укључује тимове као што су рекордни шампиони СК Рапид Беч, ФК Аустрија Беч, Ред Бул Салцбург и Штурм Грац.
Поред фудбала, Аустрија има и професионалне националне лиге за већину главних тимских спортова, укључујући Аустријску хокејашку лигу за хокеј на леду, Österreichische Basketball Bundesliga за кошарку и Аустријску фудбалску лигу за амерички фудбал. Популарно је и јахање; чувена шпанска школа јахања у Бечу налази се у Бечу.
Ники Лауда је бивши возач Формуле 1 који је три пута био шампион света у Ф1, побеђујући 1975, 1977. и 1984. Он је тренутно једини возач који је био шампион и за Ферари и за Мекларен. Други познати аустријски возачи Ф1 су на пример Герхард Бергер и Јохен Ринт. Аустрија је такође домаћин Ф1 трка (Велика награда Аустрије).
Томас Мустер је бивши тенисер и један од највећих играча на шљаци свих времена. Освојио је Отворено првенство Француске 1995 . године, а 1996 . био је први на АТП ранг листи. Доминик Тим је такође још један истакнути тенисер који је био чак 3. светски број и такође је био у финалима Отвореног првенства Француске и Отвореног првенства Аустралије у тенису. Други познати аустријски тенисери су Хорст Скоф и Јирген Мелцер.
Спорт је играо значајну улогу у развоју националне свести и подизању националног самопоуздања у првим годинама Друге републике после Другог светског рата, кроз догађаје као што је бициклистичка трка Турнеја Аустрије и кроз спортске успеһе као што је трчање фудбалске репрезентације у трећи на Светском првенству 1954. и наступи Тонија Сајлера и остатка „Кицбилског чудотворног тима“ 1950-иһ.

## Образовање

### Високо образовање
Систем високог образовања у Аустрији састоји се од федералних универзитета, приватних универзитета и високих школа. Три врсте институција функционишу на основу различитих закона где је једна од главних разлика начин финансирања рада институција. Две институције у Доњој Аустрији имају специјалан статус.

## Туризам
Туризам заузима веома важно место у привреди Аустрије. У томе предњачи покрајина Тирол (центар-Инзбрук) на западу земље, која остварује скоро половину укупних аустријских прихода од туризма. Развијен је и хотелски и сеоски туризам, а туристи долазе лети и зими. Знатне приходе од туризма остварује Беч.